# 800 mètres masculin aux championnats du monde d'athlétisme 2017
Pour un article plus général, voir Championnats du monde d'athlétisme 2017.
Navigation
Pékin 2015 Doha 2019
L'épreuve du 800 mètres masculin des championnats du monde de 2017 se déroule du 5 au 8 août 2017 dans le Stade olympique de Londres, au Royaume-Uni. Elle est remportée par le Français Pierre-Ambroise Bosse.

## Critères de qualification
Pour se qualifier pour les championnats, il faut avoir réalisé 1 min 45 s 90 ou moins entre le 1er octobre 2016 et le 23 juillet 2017.

## Records et performances

### Records
Les records du 800 m hommes (mondial, des championnats et par continent) étaient avant les championnats 2017 les suivants :
| Record                    | Athlète              | Temps         | Lieu         | Date               |
| ------------------------- | -------------------- | ------------- | ------------ | ------------------ |
| Record du monde           | David Lekuta Rudisha | 1 min 40 s 91 | Londres      | 9 août 2012        |
| Record des championnats   | Billy Konchellah     | 1 min 43 s 06 | Séville      | 1er septembre 1987 |
| Record d'Afrique          | David Lekuta Rudisha | 1 min 40 s 91 | Londres      | 9 août 2012        |
| Record d'Asie             | Yusuf Saad Kamel     | 1 min 42 s 79 | Monaco       | 29 juillet 2008    |
| Record d'Amérique du Nord | Johnny Gray          | 1 min 42 s 60 | Coblence     | 28 août 1985       |
| Record d'Amérique du Sud  | Joaquim Cruz         | 1 min 41 s 77 | Cologne      | 26 août 1984       |
| Record d'Europe           | Wilson Kipketer      | 1 min 41 s 11 | Cologne      | 24 août 1997       |
| Record d'Océanie          | Peter Snell          | 1 min 44 s 3  | Christchurch | 3 février 1962     |

### Meilleures performances de l'année 2017
| Athlète        | Nationalité | Temps         | Lieu   |
| -------------- | ----------- | ------------- | ------ |
| Emmanuel Korir | Kenya       | 1 min 43 s 10 | Monaco |

## Médaillés
| Or                    | Argent       | Bronze        |
| Pierre-Ambroise Bosse | Adam Kszczot | Kipyegon Bett |

## Résultats

### Finale
| Rang               | Athlète               | Temps         | Notes |
| ------------------ | --------------------- | ------------- | ----- |
| Médaille d'or      | Pierre-Ambroise Bosse | 1 min 44 s 67 | SB    |
| Médaille d'argent  | Adam Kszczot          | 1 min 44 s 95 | SB    |
| Médaille de bronze | Kipyegon Bett         | 1 min 45 s 21 |       |
| 4                  | Kyle Langford         | 1 min 45 s 25 | PB    |
| 5                  | Nijel Amos            | 1 min 45 s 83 |       |
| 6                  | Mohammed Aman         | 1 min 46 s 06 |       |
| 7                  | Thiago André          | 1 min 46 s 30 |       |
| 8                  | Brandon McBride       | 1 min 47 s 09 |       |

### Demi-finales
Sont qualifiés les deux premiers de chaque série, ainsi que les deux plus rapides de l'ensemble des séries parmi ceux qui n'ont pas obtenu ces places.
| Rang | Série | Couloir | Athlète               | Pays        | Temps         | Notes |
| ---- | ----- | ------- | --------------------- | ----------- | ------------- | ----- |
| 1    | 3     | 6       | Kipyegon Bett         | Kenya       | 1 min 45 s 02 | Q     |
| 2    | 3     | 3       | Mohammed Aman         | Éthiopie    | 1 min 45 s 40 | Q, SB |
| 3    | 2     | 6       | Brandon McBride       | Canada      | 1 min 45 s 53 | Q     |
| 4    | 3     | 7       | Pierre-Ambroise Bosse | France      | 1 min 45 s 63 | q     |
| 5    | 2     | 2       | Kyle Langford         | Royaume-Uni | 1 min 45 s 81 | Q     |
| 6    | 3     | 5       | Thiago André          | Brésil      | 1 min 45 s 83 | q     |
| 7    | 2     | 9       | Marcin Lewandowski    | Pologne     | 1 min 45 s 93 |       |
| 8    | 2     | 5       | Emmanuel Korir        | Kenya       | 1 min 46 s 08 |       |
| 9    | 3     | 2       | Michał Rozmys         | Pologne     | 1 min 46 s 10 |       |
| 10   | 1     | 8       | Adam Kszczot          | Pologne     | 1 min 46 s 24 | Q     |
| 11   | 3     | 8       | Andreas Kramer        | Suède       | 1 min 46 s 25 |       |
| 12   | 3     | 4       | Donavan Brazier       | États-Unis  | 1 min 46 s 27 |       |
| 13   | 1     | 6       | Nijel Amos            | Botswana    | 1 min 46 s 29 | Q     |
| 14   | 2     | 7       | Drew Windle           | États-Unis  | 1 min 46 s 33 |       |
| 15   | 1     | 4       | Ferguson Rotich       | Kenya       | 1 min 46 s 49 |       |
| 16   | 3     | 9       | Álvaro de Arriba      | Espagne     | 1 min 46 s 64 |       |
| 17   | 1     | 5       | Isaiah Harris         | États-Unis  | 1 min 46 s 66 |       |
| 18   | 2     | 3       | Ebrahim al-Zofairi    | Koweït      | 1 min 46 s 68 |       |
| 19   | 1     | 2       | Guy Learmonth         | Royaume-Uni | 1 min 46 s 75 |       |
| 20   | 1     | 7       | Elliot Giles          | Royaume-Uni | 1 min 46 s 95 |       |
| 21   | 2     | 4       | Antoine Gakeme        | Burundi     | 1 min 47 s 08 |       |
| 22   | 1     | 3       | Abdessalem Ayouni     | Tunisie     | 1 min 47 s 39 |       |
| 23   | 1     | 9       | Kevin López           | Espagne     | 1 min 47 s 62 |       |
| —    | 2     | 8       | Thijmen Kupers        | Pays-Bas    | DNS           |       |

### Séries
Les 3 premiers de chaque série (Q) et les 6 plus rapides (q) sont qualifiés pour les demi-finales.
| Rang | Série | Ligne | Nom                      | Nationalité               | Temps         | Notes   |
| ---- | ----- | ----- | ------------------------ | ------------------------- | ------------- | ------- |
| 1    | 2     | 4     | Thijmen Kupers           | Pays-Bas                  | 1 min 45 s 53 | (Q)     |
| 2    | 6     | 6     | Donavan Brazier          | États-Unis                | 1 min 45 s 65 | (Q)     |
| 3    | 2     | 6     | Brandon McBride          | Canada                    | 1 min 45 s 69 | (Q)     |
| 4    | 1     | 2     | Kipyegon Bett            | Kenya                     | 1 min 45 s 76 | (Q)     |
| 5    | 2     | 3     | Kevin López              | Espagne                   | 1 min 45 s 77 | (Q)     |
| 6    | 3     | 9     | Ferguson Rotich          | Kenya                     | 1 min 45 s 77 | (Q)     |
| 7    | 6     | 2     | Mohammed Aman            | Éthiopie                  | 1 min 45 s 81 | (Q)     |
| 8    | 3     | 7     | Isaiah Harris            | États-Unis                | 1 min 45 s 82 | (Q)     |
| 9    | 3     | 5     | Elliot Giles             | Royaume-Uni               | 1 min 45 s 86 | (Q)     |
| 10   | 6     | 8     | Guy Learmonth            | Royaume-Uni               | 1 min 45 s 90 | (Q)     |
| 11   | 2     | 7     | Antoine Gakeme           | Burundi                   | 1 min 45 s 97 | (q)     |
| 12   | 1     | 9     | Andreas Kramer           | Suède                     | 1 min 45 s 98 | (Q)     |
| 13   | 1     | 6     | Drew Windle              | États-Unis                | 1 min 46 s 08 | (Q)     |
| 14   | 6     | 5     | Marcin Lewandowski       | Pologne                   | 1 min 46 s 17 | (q)     |
| 15   | 1     | 3     | Abdessalem Ayouni        | Tunisie                   | 1 min 46 s 19 | (q)     |
| 16   | 3     | 8     | Ebrahim al-Zofairi       | Koweït                    | 1 min 46 s 29 | (q, PB) |
| 17   | 2     | 2     | Kyle Langford            | Royaume-Uni               | 1 min 46 s 38 | (q)     |
| 18   | 3     | 2     | Álvaro de Arriba         | Espagne                   | 1 min 46 s 42 | (q)     |
| 19   | 1     | 7     | Andrés Arroyo            | Porto Rico                | 1 min 46 s 46 |         |
| 20   | 1     | 5     | Edose Ibadin             | Nigeria                   | 1 min 46 s 51 |         |
| 21   | 6     | 4     | Amel Tuka                | Bosnie-Herzégovine        | 1 min 46 s 54 |         |
| 22   | 2     | 8     | Jesús Tonatiu López      | Mexique                   | 1 min 46 s 71 |         |
| 23   | 3     | 4     | Abdelati El Guesse       | Maroc                     | 1 min 46 s 74 |         |
| 24   | 4     | 9     | Emmanuel Korir           | Kenya                     | 1 min 47 s 08 | (Q)     |
| 25   | 2     | 5     | Leandro París            | Argentine                 | 1 min 47 s 09 | (PB)    |
| 26   | 4     | 4     | Michał Rozmys            | Pologne                   | 1 min 47 s 09 | (Q)     |
| 27   | 5     | 7     | Nijel Amos               | Botswana                  | 1 min 47 s 10 | (Q)     |
| 28   | 4     | 8     | Thiago André             | Brésil                    | 1 min 47 s 22 | (Q)     |
| 29   | 5     | 9     | Pierre-Ambroise Bosse    | France                    | 1 min 47 s 25 | (Q)     |
| 30   | 5     | 2     | Adam Kszczot             | Pologne                   | 1 min 47 s 36 | (Q)     |
| 31   | 5     | 6     | Mostafa Smaili           | Maroc                     | 1 min 47 s 50 |         |
| 32   | 4     | 3     | Alex Amankwah            | Ghana                     | 1 min 47 s 56 |         |
| 33   | 4     | 2     | Marc Reuther             | Allemagne                 | 1 min 47 s 78 |         |
| 34   | 5     | 8     | Mark English             | Irlande                   | 1 min 48 s 01 |         |
| 35   | 5     | 3     | Abu Salim Mayanja        | Ouganda                   | 1 min 48 s 11 |         |
| 36   | 4     | 6     | Samir Dahmani            | France                    | 1 min 48 s 62 |         |
| 37   | 2     | 9     | Pol Moya                 | Andorre                   | 1 min 49 s 06 |         |
| 38   | 4     | 7     | Peter Bol                | Australie                 | 1 min 49 s 65 |         |
| 39   | 6     | 9     | Astrit Kryeziu           | Kosovo                    | 1 min 49 s 94 |         |
| 40   | 4     | 5     | Ahmed Bashir Farah       | Athlète réfugié (ART)     | 1 min 50 s 04 | (PB)    |
| 41   | 3     | 3     | Ryan Sánchez             | Porto Rico                | 1 min 50 s 74 |         |
| 42   | 5     | 4     | Francky Mbotto           | République centrafricaine | 1 min 51 s 76 |         |
| 43   | 1     | 8     | Saud al-Zaabi            | Émirats arabes unis       | 1 min 53 s 34 |         |
| 44   | 1     | 1     | Pyae Sone Maung          | Birmanie                  | 2 min 13 s 38 |         |
| —    | 1     | 4     | Amine Belferar           | Algérie                   | DNF           |         |
| —    | 5     | 5     | Hamada Mohamed           | Égypte                    | DNF           |         |
| —    | 6     | 3     | Daniel Andújar           | Espagne                   | DQ            | R163.2  |
| —    | 3     | 6     | Wesam Al-Massri          | Palestine                 | DNS           |         |
| —    | 6     | 7     | Michael Loturomom Saruni | Kenya                     | DNS           |         |

## Légende
Records et Performances
- AR : Record continental (area record)
- CR : Record des championnats (championship record)
- MR : Record du meeting (meet record)
- NR : Record national (national record)
- OR : Record olympique (olympic record)
- PR : Record paralympique (paralympic record)
- PB : Record personnel (personal best)
- SB : Meilleure performance personnelle de la saison (season's best)
- WL : Meilleure performance mondiale de l'année (world leader)
- WJR : Record du monde junior (world junior record)
- WR : Record du monde (world record)

Circonstances et Conditions
- DNF : N'a pas terminé (did not finish)
- DNS : N'a pas pris le départ (did not start)
- DQ : Disqualification (disqualification)
- NM : Aucun essai valable enregistré (No Mark)
- Q : Qualifié « directement » au prochain tour (ou à la prochaine compétition), lors d'une compétition majeure, grâce au classement ou à la réalisation des minima (automatic qualifier)
- q : Qualifié au prochain tour (ou à la prochaine compétition), lors d'une compétition majeure, grâce au repêchage ou à la réalisation de l'une des meilleures performances parmi celles des « non qualifiés directement » (grâce au meilleur temps ou à la meilleure distance par exemple) (secondary qualifier)